# Magdalena Nordenson
Eva Gea Magdalena Nordenson, född den 20 juli 1950 i Kalmar, är en svensk journalist. 

## Biografi
Nordenson har examina i statsvetenskap vid Uppsala universitet och University of Michigan samt är adjunkt i journalistik.[källa behövs] Hon började skriva för svensk dagspress 1972 och har arbetat som reporter på bland annat Svenska Dagbladet och Associated Press. På 1990-talet var hon kulturredaktör på Förenade Landsortstidningar (FLT). Nordenson har arbetat på Dagens Nyheters ledarredaktion under åren 1987, 2001-2003 och 2007. Som ledarskribent berörde hon framför allt ämnen som kultur och sociala frågor. Hon författade bland annat artiklar som Ingmar Bergman och folksjälen, Inte samma mallar för alla barnaskallar och Hönan som valfråga. Till Södertörns högskola kom Nordenson 2001 som lärare och ansvarig för programmet Journalistik och multimedia. 2008 gav hon ut boken Opinionsjournalistik : att skriva ledare, kolumner och recensioner. 
Nordenson är dotter till justitierådet Ulf K. Nordenson och Skansen-chefen Eva Nordenson samt syster till skådespelaren Jacob Nordenson. Hon är vidare barnbarns barnbarnsbarn till Lars Johan Hierta.